# 326 f.Kr.

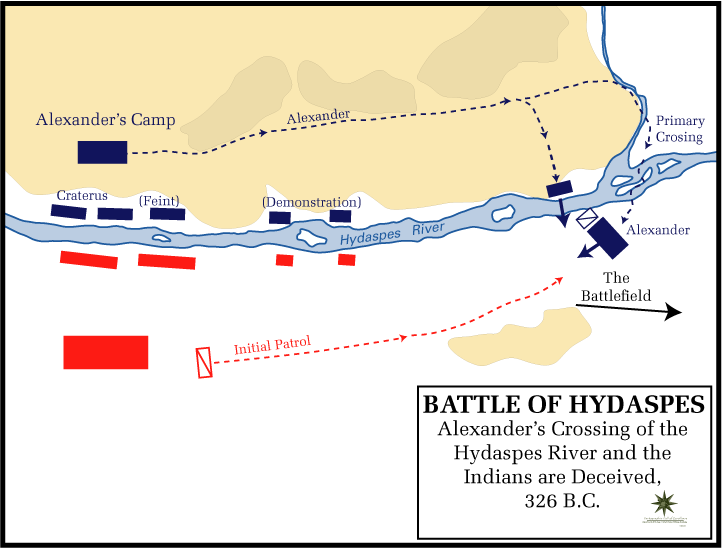
Slaget vid Hydaspes

## Händelser

### Efter plats

#### Makedoniska riket
- Våren – Alexander den store korsar Indusfloden nära Attock och intågar i Taxila, vars härskare Taxiles (eller Ambhi), tillhandahåller elefanter och trupper i utbyte mot hjälp mot sin rival Porus, som härskar över landet mellan Hydaspes (nuvarande Jhelumfloden) och Akesinerna (nuvarande Chenabfloden).
- På Hydaspes västra strand utkämpar Alexander sitt sista stora slag, i vilket han och hans general Krateros besegrar där den indiske kungen Porus. Alexander grundar där två nya städer, Alexandria vid Indus (eller Alexandria Nicaea) (för att fira sin seger) och Alexandria Bukefalos (eller Bukefala) (uppkallad efter hans häst Bukefalos, som stupar där), och Porus blir hans allierade.
- Filip, en officer i Alexanders tjänst, utnämns till satrap av Indien, bestående av provinserna väster om Hydaspes, så långt söderut som till punkten där Indus möter Acesinerna. Filip får av Alexander i uppdrag att bygga staden Alexandria vid Indus.
- Alexander fortsätter att erövra hela Indus floddal. Öster om Porus kungarike, nära floden Ganges, står Alexander inför det mäktiga Magadhariket, styrt av Nandadynastin. Då man fruktar risken att möta ytterligare en mäktig indisk armé och man är utmattad av flera års fälttåg, gör hans armé myteri vid Hyfasisfloden (nuvarande Beasfloden) och vägrar gå längre österut. Denna flod kommer därmed att utgöra den östra gränsen för Alexanders expansion.
- Efter myteriet vid Hyfasisfloden övertalas Alexander av sina generaler att överge planerna på att invadera Gangesdalen. Alexander utnämner Nearkos, en kretensare med sjövana, till amiral och sätter alla i sin armé, som har kunskaper om sjöfart, under hans befäl. Nearkos får indiska fartygskonstruktörer att bygga 800 fartyg, några på upp till 300 ton, för att föra armén genom Persiska viken till Babylon. Alexander inleder då sitt återtag genom Indusdalen mot havet.
- Efter att Alexander har lämnat Indien blir satrapen Filip mördad av några legosoldater under hans befäl. Alexander utnämner Eudamos och Taxilas som efterträdare till Filips territorier.

#### Romerska republiken
- Efter att romarna har besegrat dem vid Neapolis förklarar samniterna krig mot Rom, vilket inleder det andra samnitiska kriget. För att kunna besegra samniterna går romarna i allians med folken i centrala Italien norr om Samnium och med apulierna i sydost.
- Lagen Lex Poetelia antas, vilken förbjuder en borgenär att döda eller sälja sin gäldenär i slaveri, om denne misslyckas att betala skulden.

## Födda
- Pharnavaz I, kung av Iberien

## Avlidna
- Koenos, son till Polemokrates och svärson till Parmenion samt en av Alexander den stores generaler under dennes persiska och indiska fälttåg.